# Totori
Totori är en ort i Mexiko.   Den ligger i kommunen Bocoyna och delstaten Chihuahua, i den nordvästra delen av landet, 1 300 km nordväst om huvudstaden Mexico City. Totori ligger 2 566 meter över havet och antalet invånare är 139.
Terrängen runt Totori är lite kuperad. Runt Totori är det glesbefolkat, med 13 invånare per kvadratkilometer. Närmaste större samhälle är Sojahuachi, 7,1 km sydväst om Totori. I omgivningarna runt Totori växer huvudsakligen savannskog.